# Fritz Eichholtz
Fritz Eichholtz (* 15. August 1889 in Lippstadt; † 29. Dezember 1967 in Heidelberg) war ein deutscher Pharmakologe. Er war von 1928 bis 1932 Lehrstuhlinhaber seines Fachs in Königsberg und von 1932 bis 1958 in Heidelberg.

## Leben
Eichholtz’ Eltern waren der Oberlandmesser Thilo Eichholtz und dessen Frau Auguste geb. Menzel. Nach dem Abitur in Lippstadt studierte Fritz von 1910 bis 1914 an den Universitäten von Lausanne und Bonn Medizin. Er arbeitete dann als Assistent in Bonn am Physiologischen Institut und der Universitäts-Frauenklinik. Im Ersten Weltkrieg war er U-Boot-Offizier. 1919 legte er das medizinische Staatsexamen ab. 1920 wurde er zum Dr. med. promoviert. Es folgten Assistentenjahre bei dem Pharmakologen Paul Trendelenburg, von 1920 bis 1923 an der Universität Rostock und 1923 an der Albert-Ludwigs-Universität Freiburg, wo er sich 1923 habilitierte. 1922 heiratete er Ellen-Maria geb. Gaeng verwitwete Pagenstecher. Das Paar blieb kinderlos. 1924 und 1925 war Eichholtz Stipendiat der Rockefeller-Stiftung bei Ernest Starling am University College London. 1925 übernahm er die Leitung des Pharmakologischen Laboratoriums der I.G. Farbenindustrie AG in Elberfeld. 1928 wurde er Nachfolger von Felix Haffner (1886–1953) auf dem Lehrstuhl für Pharmakologie der Albertus-Universität Königsberg, 1932 Nachfolger von Wolfgang Heubner auf dem Lehrstuhl für Pharmakologie der Ruprecht-Karls-Universität Heidelberg. Nach der Machtübergabe an die Nationalsozialisten trat er zum 1. Mai 1933 der NSDAP bei (Mitgliedsnummer 3.171.407). 1958 wurde er in Heidelberg emeritiert. Sein Nachfolger wurde Oskar Eichler.

## Forschung
Noch in Rostock bei Trendelenburg bestätigte Eichholtz die enge Verwandtschaft zwischen dem Nebennierenmark und den postganglionären sympathischen Nervenzellen: „Die chromaffinen Zellen der Nebennieren sind den sympathischen Nervenzellen in genetischer und morphologischer Hinsicht nahe verwandt. Durch die vorliegenden Untersuchungen wird festgestellt, daß die beiden Zellenarten sich auch pharmakologisch nahe stehen.“ In Königsberg und Heidelberg erforschte er die Pharmakologie von „Konvulsiva“, also Substanzen, die Krampfanfälle auslösten, eine gefürchtete unerwünschte Wirkung zum Beispiel der Lokalanästhetika. Manche, meinte er, wirkten durch Verengerung der Blutgefäße des Gehirns, eine heute verlassene Ansicht.
Bei der I.G. Farbenindustrie nahm er an der Entwicklung der Antimon-Verbindung Neostibosan zur parenteralen Therapie der Leishmaniose und der Filariosen teil. 1927 klärte er die Pharmakologie des von ihm und Otto Butzengeiger seit 1926 als rektales Narkotikum angewandten Tribromethanols (Handelsname Avertin). Im selben Jahr führte der Elberfelder Chirurg Otto Butzengeiger (1885–1968) Avertin als Mittel zur Erzeugung einer Narkose mittels rektaler Applikation, also Instillation in den Mastdarm, in die Klinik ein. Meist diente es nicht als einziges Narkosemittel, sondern als rektale Basisnarkose, die dem Patienten die Gasinhalation aus dem Narkosegerät bei vollem Bewusstsein ersparte. Nach dem Einschlafen schloss sich eine Inhalationsnarkose an. Häufige unerwünschte Wirkung war eine Entzündung der Darmschleimhaut. Berichte über Todesfälle nach Tribromethanol-Narkosen fasste Eichholtz 1930 zusammen. Heute ist die Basisnarkose mit Tribromethanol Medizingeschichte. Sie wurde, nachdem Martin Kirschner es noch 1929 mit Erfolg intravenös angewendet hatte, 1932 durch die intravenöse Narkose mit Hexobarbital abgelöst.
Ein Interessenschwerpunkt von Eichholtz waren die Pharmakologie der Ernährung und die Lebensmitteltoxikologie. 1941 schrieb er nach Vorarbeiten ein Buch „Sauerkraut und ähnliche Gärerzeugnisse“ mit historischen, physiologisch-chemischen und ernährungskundlichen Kapiteln. Keineswegs sei das Sauerkraut, „Symbol des Althergebrachten, des Urwüchsigen und Urdeutschen“, eine deutsche Erfindung, wie Ludwig Uhlands „Metzelsuppenlied“ behaupte. Schon Plinius der Ältere habe es beschrieben. Der Militärarzt im Lager des Prinzen Eugen Johann Georg Heinrich Kramer († 1742) habe erstmals über seine Heilwirkung beim Skorbut berichtet.
Aufsehen erregte Eichholtz mit dem späteren Buch „Die toxische Gesamtsituation auf dem Gebiet der menschlichen Ernährung. Umrisse einer unbekannten Wissenschaft“. Die Schrift richte sich gegen fragwürdige oder gar bedrohliche Leistungen des Menschengeistes auf dem Gebiet der Ernährung. Der Verwegenheit gewisser Kreise der Lebensmitteltechnik müsse mit Argumenten „aus der elementaren Gewißheit ewiger Naturkräfte“ entgegengetreten werden. Die Lebensmittelindustrie handele zweifellos guten Glaubens, doch müssten sich „alle wohlmeinenden Kräfte unserer Volkswirtschaft“ bewusst werden, dass schon die einfachsten und meistverwendeten Stoffe wie Benzoesäure und Zitronensäure bedenklich seien und „das Heer der chemischen Zusatzstoffe“ im Hinblick auf Gesundheitsschäden „in der nun einmal gegebenen toxischen Gesamtsituation <eine> unbekannte Wissenschaft“. Nach Geschichtlichem behandelt das Buch Allgemeines zur Chemie und Technik. Auf 63 Seiten wird ein Dokument der US-amerikanischen Food and Drug Administration „Procedures for the appraisal of the toxicity of chemicals in foods, drugs and cosmetics“ – „Verfahren für die Bewertung der Toxicität von Chemikalien in Nahrungsmitteln, Arzneistoffen und Cosmetica“ übersetzt. Es folgen Ausführungen über Zusatzstoff-Kombinationen. „In unseren Flüssen gehen die Fische zugrunde; selten aber ist eine einzige Giftsubstanz daran schuld ...; es ist vielmehr gewöhnlich nicht das einzelne Gift, sondern die Gesamtheit der Gifte, .. die die Fische zugrunde richtet.“ Bei den einzelnen Konservierungsmitteln, Süßstoffen, Insektiziden und Hormonen kommt Eichholtz zu Warnungen, die bis heute (2013) aktuell sind, etwa der Warnung, dass Antibiotika zu Antibiotikaresistenz führen könnten. „Penicillin-resistente Epidemien werden immer häufiger, und das gleiche trifft für die meisten übrigen Antibiotica im Prinzip zu.“ Bagatellisierungsversuche werden analysiert, so die „allergefährlichste“ Bagatellisierung durch wissenschaftliche Gutachten, die sich auf Einzelsubstanzen beschränkten, weil bisher „eine Wissenschaft von der toxikologischen Gesamtsituation und von der Einordnung der Toxicität des einzelnen Stoffes in diese toxikologische Gesamtsituation noch nicht vorhanden“ sei. Eichholtz schließt mit Folgerungen wie der Notwendigkeit einer prinzipiellen Deklarierungspflicht für Zusatzstoffe; einer Erinnerung an „die heute noch unaufgeklärte Katastrophe von Pont-Saint-Esprit vom … August 1951“, eine Massenvergiftung durch Brotmehl; und der Wiederholung, menschliche Satzungen müssten sich den strengen, „ewigen“ Gesetzen der Natur anpassen.
Bei der der Veröffentlichung folgenden Tagung der Deutschen Pharmakologischen Gesellschaft 1957 in Freiburg im Breisgau wurde das Buch von dem Würzburger Toxikologen Wilhelm Neumann heftig angegriffen. Eichholtz blieb bei seiner Ablehnung von Lebensmittelzusätzen „über das technisch Unvermeidbare hinaus“. „Ist es nicht ganz unabhängig von der Frage der Toxicität eine ganz vernünftige Forderung, daß man seine Lebensmittel in möglichst natürlicher Form zu sich nehmen sollte, wie man das seit Jahrtausenden tat – oder, um in der einprägsamen Form des Pharmakologen Joachimoglu zu sprechen, möglichst so, wie der liebe Gott sie für uns geschaffen hat?“ Etwa zehn Jahre später nannte der Vorsitzende der Deutschen Pharmakologischen Gesellschaft Heribert Konzett das Buch einen „Akt mutigen Bekennens und biologischer Weitsicht.“
Im Nachruf schrieb das Heidelberger Tageblatt: „Eine besondere Würdigung verdient … sein selbstloser Kampf um die Reform der Lebensmittel-Gesetzgebung. So hat er als erster 1955/56 dem unkontrollierten Zusatz von Konservierungsmitteln und Verschönerungsstoffen zur täglichen Nahrung in temperamentvollen Schriften und Vorträgen den Krieg erklärt und so den entscheidenden Anstoß für die dringend nötige Revision der Lebensmittel-Gesetzgebung in der Bundesrepublik geliefert. … So blieben heftige Gegenreaktionen von seiten mächtiger Interessenverbände nicht aus. Inzwischen hat jedoch alle Welt erkannt, welch entscheidend wichtige Pionierarbeit Eichholtz in diesen Jahren geleistet hat.“

## Lehre
1939 erschien erstmals Eichholtz’ Lehrbuch der Pharmakologie. Es löste den „Meyer-Gottlieb“ ab, das von Hans Horst Meyer und Rudolf Gottlieb begründete, bis dahin maßgebliche deutschsprachige Lehrbuch, das 1938 erlosch, weil der Wiener Pharmakologe Ernst Peter Pick, der es nach dem Tode der Gründer bearbeitete, 1938 als Nicht-Arier aus Österreich vertrieben wurde. Eichholtz’ Werk erlebte bis 1957 neun Auflagen und wurde seinerseits durch ein 1964 erstmals veröffentlichtes Lehrbuch von Gustav Kuschinsky und Heinz Lüllmann ersetzt.

## Schüler
Bei Eichholtz habilitierten sich (Jahr der Habilitation):
- Werner Keil (1932)[26], der später in Heidelberg die Chemie und Pharmakologie vergorener Nahrungsmittel untersuchte;[27]
- Willi Reichert (1942);
- Albrecht Fleckenstein, später Ordinarius für Physiologie in Freiburg im Breisgau;
- Roland Taugner (1956).

## Ehrungen
1935 wurde Eichholtz zum ordentlichen Mitglied der mathematisch-naturwissenschaftlichen Klasse der Heidelberger Akademie der Wissenschaften gewählt. 1964 erhielt er das Große Bundesverdienstkreuz.